# Лебанон (Індіана)
Лебанон (англ. Lebanon) — місто (англ. city) в США, в окрузі Бун штату Індіана. Населення — 16 662 особи (2020).

## Географія
Лебанон розташований за координатами 40°1′54″ пн. ш. 86°27′25″ зх. д. / 40.03167° пн. ш. 86.45694° зх. д. (40.031620, -86.456951).  За даними Бюро перепису населення США в 2010 році місто мало площу 40,33 км², з яких 40,29 км² — суходіл та 0,04 км² — водойми.

## Демографія
Згідно з переписом 2010 року, у місті мешкали 15 792 особи в 6433 домогосподарствах у складі 4049 родин. Густота населення становила 392 особи/км².  Було 7057 помешкань (175/км²).
Расовий склад населення:
| - 96,1 % — білих - 0,6 % — азіатів - 0,5 % — чорних або афроамериканців - 0,2 % — корінних американців - 1,1 % — осіб інших рас |

До двох чи більше рас належало 1,5 %. Частка іспаномовних становила 3,1 % від усіх жителів.
За віковим діапазоном населення розподілялося таким чином: 24,5 % — особи молодші 18 років, 60,8 % — особи у віці 18—64 років, 14,7 % — особи у віці 65 років та старші. Медіана віку мешканця становила 37,5 року. На 100 осіб жіночої статі у місті припадало 92,2 чоловіків;  на 100 жінок у віці від 18 років та старших — 89,7 чоловіків також старших 18 років.
Середній дохід на одне домашнє господарство  становив 56 512 долари США (медіана — 45 424), а середній дохід на одну сім'ю — 65 005 доларів (медіана — 56 032). Медіана доходів становила 43 723 долари для чоловіків та 29 557 доларів для жінок. За межею бідності перебувало 10,0 % осіб, у тому числі 9,0 % дітей у віці до 18 років та 8,9 % осіб у віці 65 років та старших.
Цивільне працевлаштоване населення становило 8277 осіб. Основні галузі зайнятості: освіта, охорона здоров'я та соціальна допомога — 20,3 %, роздрібна торгівля — 13,3 %, будівництво — 10,9 %, виробництво — 10,5 %.